# Харпачка
Харпа́чка (укр. Харпачка) — село на Украине, находится в Гайсинском районе Винницкой области.
Код КОАТУУ — 0520885803. Население по переписи 2001 года составляет 993 человека. Почтовый индекс — 23742. Телефонный код — 4334.
Занимает площадь 2,14 км².

## Адрес местного совета
23742, Винницкая область, Гайсинский р-н, с. Харпачка, ул. Ленина, 11а; тел. 54-2-45